# Saint-Gelais
Saint-Gelais és un municipi francès situat al departament de Deux-Sèvres i a la regió de la Nova Aquitània. L'any 2007 tenia 1.650 habitants.

## Demografia

### Població
El 2007 la població de fet de Saint-Gelais era de 1.650 persones. Hi havia 632 famílies de les quals 91 eren unipersonals (32 homes vivint sols i 59 dones vivint soles), 249 parelles sense fills, 256 parelles amb fills i 36 famílies monoparentals amb fills.
La població ha evolucionat segons el següent gràfic:
Habitants censats

### Habitatges
El 2007 hi havia 674 habitatges, 636 eren l'habitatge principal de la família, 6 eren segones residències i 32 estaven desocupats. 644 eren cases i 30 eren apartaments. Dels 636 habitatges principals, 542 estaven ocupats pels seus propietaris, 92 estaven llogats i ocupats pels llogaters i 3 estaven cedits a títol gratuït; 14 tenien dues cambres, 44 en tenien tres, 145 en tenien quatre i 433 en tenien cinc o més. 541 habitatges disposaven pel capbaix d'una plaça de pàrquing. A 193 habitatges hi havia un automòbil i a 426 n'hi havia dos o més.

### Piràmide de població
La piràmide de població per edats i sexe el 2009 era:
| Homes | Edats   | Dones |
| ----- | ------- | ----- |
| 0     | 95 o +  | 0     |
| 0     | 90 a 94 | 4     |
| 8     | 85 a 89 | 12    |
| 4     | 80 a 84 | 16    |
| 16    | 75 a 79 | 20    |
| 16    | 70 a 74 | 20    |
| 32    | 65 a 69 | 12    |
| 40    | 60 a 64 | 28    |
| 28    | 55 a 59 | 44    |
| 80    | 50 a 54 | 52    |
| 92    | 45 a 49 | 88    |
| 68    | 40 a 44 | 80    |
| 40    | 35 a 39 | 48    |
| 44    | 30 a 34 | 44    |
| 40    | 25 a 29 | 20    |
| 32    | 20 a 24 | 32    |
| 56    | 15 a 19 | 52    |
| 68    | 10 a 14 | 48    |
| 84    | 5 a 9   | 20    |
| 32    | 0 a 4   | 32    |

## Economia
El 2007 la població en edat de treballar era de 1.113 persones, 839 eren actives i 274 eren inactives. De les 839 persones actives 796 estaven ocupades (407 homes i 389 dones) i 44 estaven aturades (14 homes i 30 dones). De les 274 persones inactives 143 estaven jubilades, 84 estaven estudiant i 47 estaven classificades com a «altres inactius».

### Ingressos
El 2009 a Saint-Gelais hi havia 691 unitats fiscals que integraven 1.803,5 persones, la mediana anual d'ingressos fiscals per persona era de 21.591 €.

### Activitats econòmiques
Dels 47 establiments que hi havia el 2007, 2 eren d'empreses alimentàries, 1 d'una empresa de fabricació de material elèctric, 4 d'empreses de fabricació d'altres productes industrials, 11 d'empreses de construcció, 8 d'empreses de comerç i reparació d'automòbils, 3 d'empreses de transport, 1 d'una empresa d'hostatgeria i restauració, 2 d'empreses financeres, 4 d'empreses immobiliàries, 1 d'una empresa de serveis, 4 d'entitats de l'administració pública i 6 d'empreses classificades com a «altres activitats de serveis».
Dels 12 establiments de servei als particulars que hi havia el 2009, 3 eren paletes, 1 guixaire pintor, 2 fusteries, 1 lampisteria, 2 electricistes, 1 perruqueria, 1 agència immobiliària i 1 saló de bellesa.
Dels 2 establiments comercials que hi havia el 2009, 1 era una botiga de menys de 120 m² i 1 una fleca.
L'any 2000 a Saint-Gelais hi havia 14 explotacions agrícoles que ocupaven un total de 980 hectàrees.

## Equipaments sanitaris i escolars
El 2009 hi havia una escola elemental.

## Poblacions més properes
El següent diagrama mostra les poblacions més properes.